# Anu Kalm
Anu Kalm (Kuressaare, 15 de janeiro de 1960) é uma artista gráfica e ilustradora estoniana.
Ela formou-se no Instituto de Artes do Estado da Estónia (actualmente Academia de Artes da Estónia) em gravura e ilustração, e lecciona na Escola de Arte de Tallinn.
Ilustrou mais de 20 livros infantis e, por duas vezes, foi listada no catálogo White Ravens.
É casada com o historiador de arquitectura Mart Kalm.